# Markus Scheibel (Mediziner)
Markus Scheibel ist ein deutscher Orthopäde und Unfallchirurg. Er ist Chefarzt der Abteilung „Schulter- und Ellbogenchirurgie“ der Schulthess-Klinik Zürich und seit Juni 2018 Visiting Professor an der Charité in Berlin. Sein Schwerpunkt ist die Schulterchirurgie.

## Werdegang
Markus Scheibel wuchs im oberbayrischen Polling (bei Mühldorf am Inn) auf und besuchte ab 1984 das Ruperti-Gymnasium in Mühldorf am Inn.
Seine Karriere im Turnen endete im Alter von 15 Jahren, als er nach einem Sturz Lähmungen erlitt. Die Erfahrungen bei den anschließenden ärztlichen Behandlungen und in der Reha mit positivem Ausgang weckten in ihm den Wunsch, selber Arzt zu werden.
Er studierte von 1994 bis 2001 Medizin an der Universität Leipzig und wurde 2002 promoviert. Von 2001 bis Ende 2002 war er als Arzt im Praktikum bei Peter Habermeyer an der ATOS-Klinik in Heidelberg angestellt. Im Dezember 2002 wechselte er nach München zu Andreas Imhoff in die Abteilung und Poliklinik für Sportorthopädie des Klinikums rechts der Isar.
Ab 2004 arbeitete er in der Charité-Universitätsmedizin Berlin, wo er 2008 seinen Facharzt für Orthopädie und Unfallchirurgie erwarb und 2009 im Fach Orthopädie und Unfallchirurgie habilitierte. 2016 erwarb er die Zusatzbezeichnung Spezielle Unfallchirurgie. 
Nach Aufenthalten an der University of California in San Francisco (USA), der University of Cape Town(Südafrika), und der Louisiana State University in New Orleans (USA) war er ab 2010 als Leitender Arzt des Bereichs Schulter- und Ellbogenchirurgie und als unfallchirurgischer Oberarzt der Charité Berlin tätig. Dort hatte er von 2012 bis Mai 2018 eine W2-Professor für Arthroskopie und Sportmedizin mit Schwerpunkt Schulterchirurgie am „Centrum für Muskuloskeletale Chirurgie“ (CMSC) und am „Centrum für Sportwissenschaft und Sportmedizin Berlin“ (CSSB) inne. 
Am 1. Juli 2018 wurde er Chefarzt der Abteilung „Obere Extremitäten“ der Schulthess-Klinik in Zürich.
Markus Scheibel war von 2015 bis 2021 Präsident der DACH Vereinigung für Schulter- und Ellenbogenchirurgie (DVSE) e.V. und wurde 2021 zum Generalsekretär der Vereinigung gewählt. Für 2024 ist er Präsident der Deutschen Gesellschaft für Orthopädie und orthopädische Chirurgie (DGOOC) e.V. und stellvertretender Präsident der Deutschen Gesellschaft für Orthopädie und Unfallchirurgie (DGOU).

## Lehre
Markus Scheibel war ab 2003 Mitorganisator und wissenschaftlicher Leiter von Schulterkursen am Klinikum rechts der Isar und an der Charité-Universitätsmedizin Berlin und ist seit 2015 Co-Chairman beim alle zwei Jahre stattfindenden Paris International Shoulder Course (PISC). Scheibel gründete 2016 den Berlin International Shoulder Course (BISC).

## Publikationen
- Lill, Scheibel, Voigt (Hrsg.): Die proximale Humerusfraktur, Springer, 2014, ISBN 978-3-642-35256-0.
- Scheibel, Brunner (Hrsg.): Expertise Orthopädie und Unfallchirurgie – Schulter, 2021, ISBN 978-3-13-200191-6.

## Auszeichnungen
- Alwin Jäger Preis 2012 l AGA S. Pauly, M. Scheibel. Einfluss von Alter und Geschlecht auf biologisches Zellpotential und klinische Resultate nach Rekonstruktion der Rotatorenmanschette
- Alwin Jäger Preis 2012 l DVSE N. Kraus, M. Scheibel. Arthroskopische Pfannenrandrekonstruktion mit autologer Spanplastik
- Jochen Löhr Preis 2014 l DVSE J. Wolke, D. A. Herrmann, A. Krannich, M. Scheibel. Influence of bony defects on the clinical preoperative condition of anteroinferior shoulder instability
- Alwin Jäger Preis 2019 l DVSE F. Freislederer, M. Dittrich, M. Scheibel. Biologische Augmentation mit subacromialer Bursa bei arthroskopischer Rotatorenmanschettenrekonstruktion
- Strohmeyer-Probst-Medaille 2021 l DGU Scheibel, M., Brunner, U. Expertise Orthopädie und Unfallchirurgie – Schulter